# Bromheadia borneensis
Bromheadia borneensis är en orkidéart som beskrevs av Johannes Jacobus Smith. Bromheadia borneensis ingår i släktet Bromheadia och familjen orkidéer.

## Underarter
Arten delas in i följande underarter:
- B. b. borneensis
- B. b. longiflora